# 紀元前160年
紀元前160年（きげんぜん160ねん）は、ローマ暦の年である。

## 他の紀年法
- 干支 : 辛巳
- 日本
  - 孝元天皇55年
  - 皇紀501年
- 中国
  - 前漢 : 文帝後元4年
- 朝鮮
  - 檀紀2174年
- 仏滅紀元 : 385年
- ユダヤ暦 : 3601年 - 3602年

## できごと

### セレウコス朝
- セレウコス朝の王デメトリオス1世は、帝国の東方での軍事行動に当たって、将軍のバッキデスを西方の統治に当たらせた。
- ユダヤの大祭司アルキモスからの支援の要求に対し、セレウコス朝の将軍バッキデスはこの独立王国を再征服するため、ユダヤに軍を進めた。バッキデスはガリラヤで大虐殺を行った後、すぐにユダヤとの戦闘を行った。彼はすぐにエルサレムに進行して街を包囲し、マカバイのリーダーであるユダ・マカバイを罠にかけた。しかしユダと彼の支持者の多くはなんとか包囲を抜け出した。
- ユダ・マカバイと彼の多くの支持者は再度軍備を整え、今日のラマッラー近郊で行われたエラサの戦いでセレウコス朝の軍と対峙した。
- ユダ・マカバイは弟のヨナタンに指導者の地位を引き継いだ。
- デメトリオス1世は反乱軍の将軍ティマルコスを破って殺害し、ローマ元老院からセレウコス朝の王として認知された。デメトリオスは、彼らをティマルコスの暴政から救ったことで、「救世主」という意味のソテルという添え名をバビロニアから与えられた。
- パルティア王ミトラダテス1世はティマルコスの死後、セレウコス朝からメディア王国を奪った。

### バクトリア
- バクトリア王エウクラティデス1世は、王国の西部に侵攻した際、インド・グリーク朝の王アポロドトス1世を殺害したと考えられている。

### アルメニア
- アルタウァスデス1世は父のアルタクセス1世からアルメニアの王位を引き継いだ。

### ローマ帝国
- ローマの劇作家プビリウス・テレンティウス・アフェルの戯曲『兄弟（Adelphoe）』が将軍ルキウス・アエミリウス・パウルス・マケドニクスの葬儀で初演された。

## 誕生
- ユグルタ - ヌミディア王（紀元前104年没）
- ビテュニアのテオドシオス - ギリシアの天文学者、数学者（紀元前100年没）

## 死去
- ガイウス・ラエリウス - ローマの将軍、政治家
- ルキウス・アエミリウス・パウルス・マケドニクス - ローマの執政官（紀元前229年生）
- アルタクセス1世 - アルメニア王
- アポロドトス1世 - インド・グリーク朝の王
- ユダ・マカバイ - ユダヤ人の祭司マタティアの三男
- ティマルコス - セレウコス朝の貴族